# 滴道区
滴道区（てきどう-く）は中華人民共和国黒竜江省鶏西市に位置する市轄区。

## 行政区画
4街道、2郷を管轄：
- 街道：東興街道、砿里街道、洗煤街道、大通溝街道
- 郷：滴道河郷、蘭嶺郷

## 交通

### 鉄道
- 中国鉄路総公司
  - 中国鉄路ハルビン局集団公司
    - 林密線（林口方面）- 蘭嶺駅（中国語版） - 南甸村駅（中国語版） - 滴道駅（中国語版） -（鶏西方面）

### 道路
- 高速道路
  - 鶴大高速道路
  - 建鶏高速道路
- 国道
  -  G201国道

## 健康・医療・衛生
- 鶏西市滴道区人民医院